# Filippo Brizzi
Filippo Brizzi (1603–1675) – włoski malarz barokowy. Urodzony w Bolonii. Syn malarza-rzeźbiarza Francesco Brizzi. Filippo był uczniem Guido Reni. 
Namalował dla kościoła pod wezwaniem św. Sylwestra w Bolonii nastawę reprezentującą Świętą Dziewicę Maryję ze św. Janem Chrzcicielem i św. Sylwestem.